# Denise Fabre
Denise Fabre (Cagnes-sur-Mer, Francia, 5 de septiembre de 1942) es una presentadora de televisión, locutora de radio, comentarista, actriz y política francesa.

## Biografía
Nacida en el departamento de los Alpes marítimos franceses Cagnes-sur-Mer en el año 1942, pasó toda su infancia en la ciudad de Niza.
Durante su juventud, quería dedicarse a ser auxiliar de vuelo, pero finalmente a sus 19 años inició su carrera en el mundo de la comunicación, donde comenzó trabajando como conductora de televisión en Télé Monte Carlo (TMC) de Mónaco.
Durante la década de los años 1960, empezó siendo columnista durante tres años en el periódico clandestino France Soir, inició su carrera como locutora de radio presentando un programa en France Inter y en el año 1964 regresó a televisión donde trabajó para la Oficina de Radiodifusión y Televisión Francesa en el canal Deuxième chaîne de l'ORTF (actualmente France 2) y posteriormente entró la TF1 donde estuvo hasta el año 1994.
En el año 1971, interpretó el papel protagonista llamada Yvette Frémont, en la serie de televisión francesa Madame êtes-vous libre? (Señora, es usted libre?).
En 1976 estuvo como comentarista junto al empresario periodístico francés Jean-Luc Lagardère en un programa de radio que trataba temas políticos de la emisora Europe 1.
Dos años más tarde copresentó junto al periodista francés Léon Zitrone, la XXIII edición del Festival de la Canción de Eurovisión 1978 celebrado el día 22 de abril de ese año, en el Palais des congrès de la ciudad de París.
En 1993, regresó a Télé Monte Carlo donde estuvo presentando un programa de televisión llamado Bolero y tres años más tarde también regresó a la TF1 donde presentó el programa infomercial Télévitrines.
Años más tarde estuvo presentando los festivales de música Âge tendre, la tournée des idoles (Tierna edad, la gira ídolos) de las ediciones de 2009 y de 2010, donde actuaron artistas de gran renombre como Isabelle Aubret, Bobby Solo, Michèle Torr, Hervé Vilard, etc. También durante esta temporada, el día 28 de diciembre del 2009, participó en el programa de concursos Preguntas para un campeón, presentado por Julien Lepers y emitido en el canal France 3.

### Carrera política
Denise Fabre, entró a trabajar en la dirección de la cadena de supermercados e hipermercados Cora, perteneciente al grupo de distribución belga Louis Delhaize Group, del cual fue portavoz.
En el año 2007 decidió entrar en el mundo de la política, pasando a ser miembro del partido político Unión por un Movimiento Popular (UMP). El día 21 de enero del año 2008, ella anunció públicamente su candidatura a las listas lideradas por el político Christian Estrosi para las Elecciones Municipales de Niza celebradas los días 9 y 16 de marzo, donde finalmente lograron la victoria con una mayoría absoluta y pudo formar parte de la corporación municipal del Ayuntamiento, donde obtuvo los cargos de Concejala de Medio Ambiente y también de Teniente de Alcalde de Niza.
Posteriormente, desde el año 2010 fue elegida como diputada en el Consejo General de los Alpes-Marítimos, donde sucedió en su escaño al político Benoit Kandel y también actualmente es asesora municipal del Alcalde de Niza, Christian Estrosi

## Premios
- Premio 7 de Oro a la mejor presentadora de televisión, 1975.
- Premio 7 de Oro a la mejor anfitriona, 2001.

## Libros
A lo largo de estos años ha escrito cuatro libros.
El primer libro que escribió se titulaba Cómo mantenerse bella en 1980 y seguidamente publicó una novela llamada  Los corazones latiendo en 1986.
En el año 2004, Vivir en voz alta, en este libro se hablaba de sus cuarenta años atrás trabajando en mundo de la televisión.
Posteriormente hizo un libro llamado Le debemos Y, además, es verdad, donde habla de sus reuniones y entrevistas con personajes tan relevantes como el Presidente de la República Francesa, Charles de Gaulle, Valéry Giscard d'Estaing y François Mitterrand y con artistas como el cantante Johnny Hallyday.

## Privacidad
Casada con el director de televisión francés Francis Vandenhende, con el que ha tenido dos gemelas Olivia y Elodie, nacidas en el año 1980. Su hija Olivia Nauthou ha seguido los mismos pasos de su madre en el mundo de la comunicación, siendo desde 2005, presentadora del canal de televisión musical W9.